# دریای توفانی دوور
 دریای توفانی دوور  عنوان فیلمی است بریتانیایی با ژانر مستند، صامت، سیاه و سفید و کوتاه به کارگردانی بیرت ایکر. این فیلم محصول سال ۱۸۹۵ میلادی است.